# Буцыки
Буцыки (укр. Буцики) — село в Гримайловской поселковой общине Чортковского района Тернопольской области Украины.
До 2020 года входило в Гусятинский район.
Код КОАТУУ — 6121655401. Население по переписи 2001 года составляло 439 человек.

## Географическое положение
Село Буцыки находится на берегу реки Гнилая,
выше по течению на расстоянии в 0,5 км расположен посёлок Гримайлов,
ниже по течению на расстоянии в 0,5 км расположено село Лежановка.
Через село проходит автомобильная дорога Т-2002.

## История
- 1600 год — дата основания.

## Объекты социальной сферы
- Клуб.

## Достопримечательности
- Братская могила советских воинов.